# 牛角溝起義紀念地
牛角溝起義紀念地位於四川省遂寧市蓬溪縣，文物遺址年代判定為1929年。2012年7月16日公佈為第八批四川省文物保護單位。
牛角溝暴動紀念地位於四川省遂寧市蓬溪縣大石鎮廣安村。現存有曠繼勳宣佈暴動處、暴動紀念碑亭和中國工農紅軍四川第一路軍指揮部舊址。1929年6月29日下午，川軍二十八軍第七混成旅代旅長曠繼勳在牛角溝裹挾全旅4000余官兵樹起“中國工農紅軍四川第一路軍”旗，進行武裝暴動，將部隊改編為紅一師、紅二師和先遣師，向蓬溪縣城進發，次日凌晨佔領縣城，建立“蓮溪縣蘇維埃政府”，蓬溪成為了中國工農紅軍四川第一路軍和四川第一個縣級蘇維埃政權。2005年，被蓬溪縣人民政府公佈為縣級文物保護單位。